# Ikechi Anya
Ikechi Anya (Glasgow, 3 gennaio 1988) è un ex calciatore scozzese di origini nigeriane e rumene, di ruolo centrocampista.

## Caratteristiche tecniche
Esterno destro, può giocare nel medesimo ruolo sulla fascia sinistra o come ala.

## Carriera

### Club
Ha giocato in tutti i livelli del calcio inglese dal quinto sino alla Premier League, oltre che nella terza, nella seconda e nella Primera División spagnola.

### Nazionale
Il 6 settembre 2013 esordisce con la nazionale scozzese contro il Belgio, subentrando a Robert Snodgrass al 59' e quattro giorni dopo realizza la sua prima rete contro la Macedonia, match terminato 2-1 a favore degli scozzesi.